# Schloss Bojnice

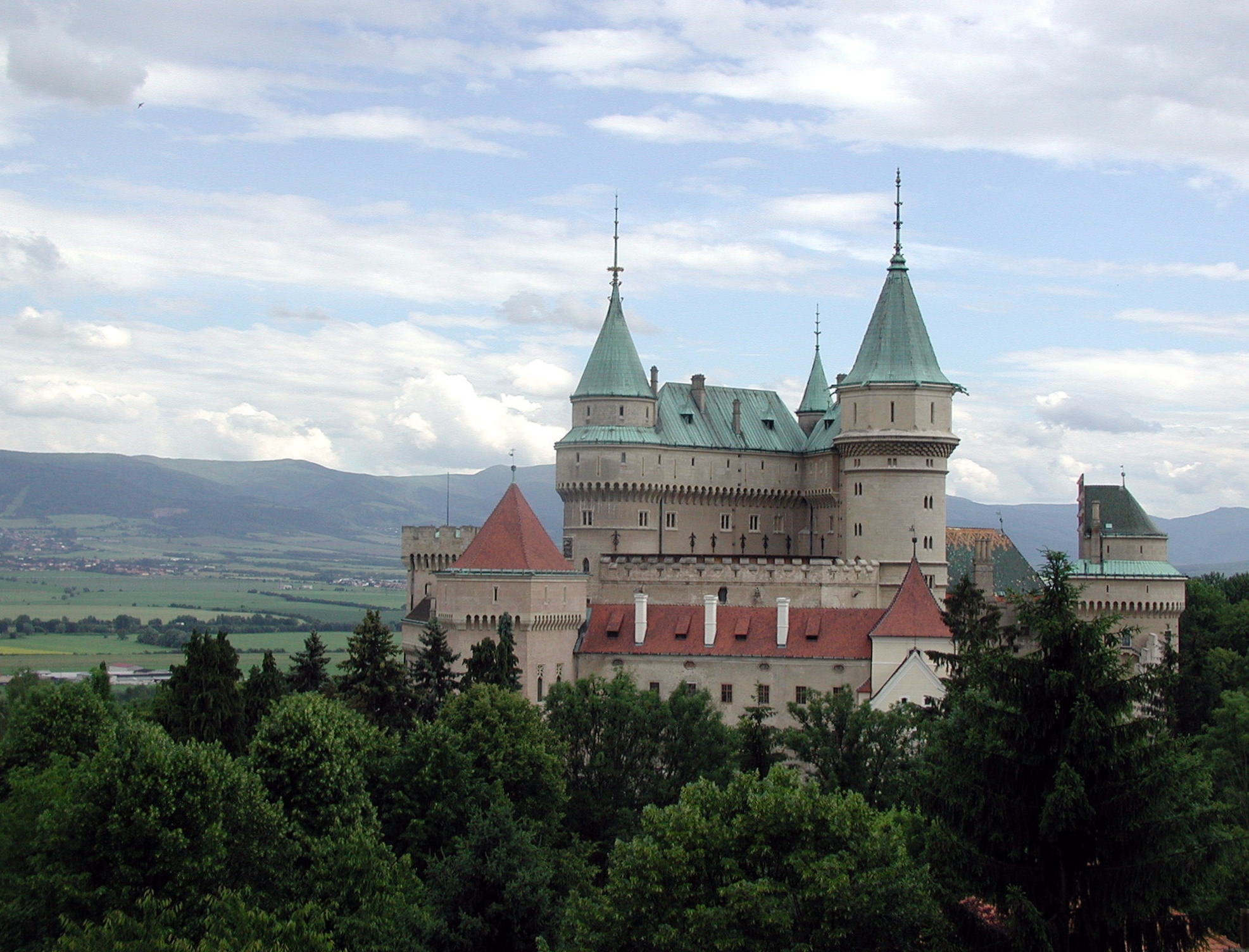
Schloss Bojnice

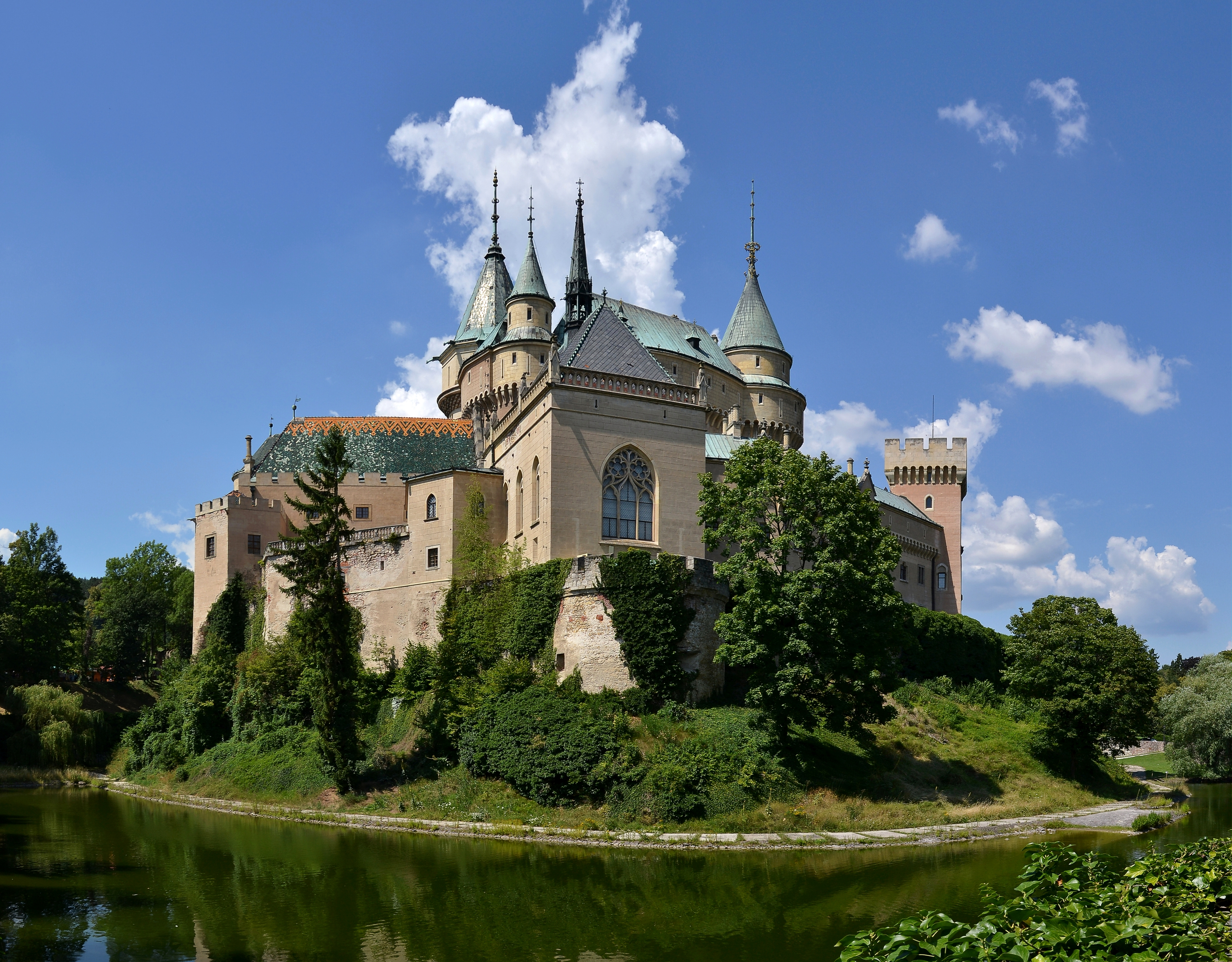
Schloss Bojnice, 2014

Das Schloss Bojnice (auch Schloss Weinitz; slowakisch Bojnický zámok) in Bojnice, Slowakei beherbergt das meistbesuchte Museum der Slowakei.

## Geschichte
Das erstmals in einem Dokument der Abtei Zobor im Jahre 1113 erwähnte Schloss bestand ursprünglich aus Holz, das schrittweise durch Stein ersetzt wurde, die äußeren Mauern waren der unebenen bergigen Umgebung nachempfunden. Der erste Besitzer Matthäus Csák, faktischer Herrscher über die gesamte West- und Mittelslowakei, erhielt es im Jahre 1302 von Wenzel III., dem König von Ungarn. Im 15. Jahrhundert war das Schloss im Besitz von König Matthias Corvinus, der es seinem unehelichen Sohn Johann Corvin 1489 übergab.
Matthias besuchte gerne Bojnice und arbeitete hier an seinen Dekreten, die er gewöhnlich unter einem Lindenbaum diktierte, der heute als  „Lindenbaum des Königs Matthias“ bekannt ist. Nach seinem Tod kam das Schloss in den Besitz der Familie Zápolya (siehe Johann Zápolya). Die Thurzos, die reichste Familie im nördlichen Königreich Ungarn (heute Slowakei), erwarben das Schloss 1528 und unternahmen große Umbauten. Die ursprüngliche Festung wurde im Stil der Renaissance umgebaut. Ab dem Jahre 1646 war das Schloss im Besitz der Pálffys, die weitere Umbauten durchführten.

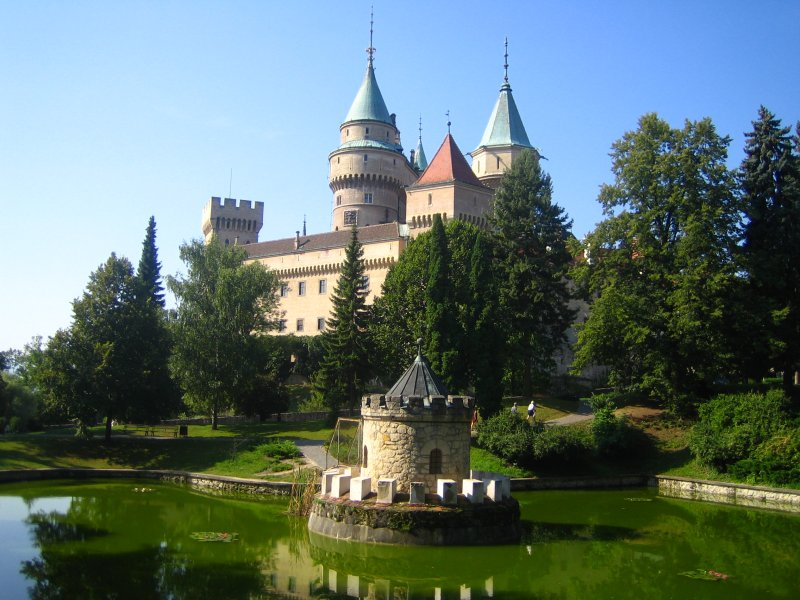
Schloss Bojnice

Abschließend wurde Schloss Bojnice von Johann Pálffy (1829–1908) einem umfassenden romantisierenden Umbau von 1888 bis 1909 unterzogen. Es entstand das heutige Schloss, das den französischen Schlössern der Loire nachempfunden ist. Pálffy, Architekt und grafischer Designer, war einer der größten Sammler antiker Wandteppiche sowie Zeichnungen, Bilder und Skulpturen seiner Zeit. Nach seinem Tod wurde das Schloss von seinen Erben 1939 zusammen mit dem Heilbad und dem umgebenden Land an Jan Antonín Baťa, den Chef des Schuhherstellers Bata, verkauft. Während des Zweiten Weltkrieges befand sich eine Führerschule der Hlinka-Garde auf dem Schloss. Auf einer Tagung zur „Judenfrage“ verkündete Innenminister Alexander Mach im Juli 1942, dass die Slowakei „auch die restlichen 40.000 Juden aus(..)siedeln“ werde.
Nach 1945 wurde Baťas Vermögen durch die Tschechoslowakei konfisziert, das Schloss wurde Sitz diverser staatlicher Institutionen. Am 9. Mai 1950 brach ein Feuer im Schloss aus und richtete großen Schaden an. Seit dem staatlich veranlassten Wiederaufbau beherbergt es eine Außenstelle des Slowakischen Nationalmuseums, das sich auf die Dokumentation und Präsentation des Historismus spezialisiert hat. Im Jahr 1970 wurde es zum Nationalen Kulturdenkmal erklärt.
Das romantische Schloss ist ein beliebter Drehort für Märchenfilme, z. B.: Prinzessin Fantaghirò. Im Jahr 2006 zog das Schloss 200.000 Besucher an.